# Олешевы
Олешевы — дворянский род.

## История
Восходит к началу XVII века. Фамилии Олешевых многие служили Российскому Престолу разные дворянские службы, и жалованы были в 1628-м и других годах поместьями. Все это доказывается справкой вотчинного Департамента и родословной Олешевых. Род внесён в VI часть родословной книги Вологодской губернии. Из этого рода Алексей Васильевич Олешев (1724—1788).

## Описание герба
В щите разделенном на четыре части находится малый щиток, имеющий золотое поле, в коем изображена Дева в золотой на главе Короне, с распущенными волосами и с поднятыми вверх руками, сидящая на чёрном Медведе. В первой и четвёртой части в голубом поле означены два серебряные Наугольника, между ними Сабля остроконечием обращенная вверх и на серебряной же Подкове золотой Крест. Во второй и третьей части в серебряном поле видны чёрный Орел с распростёртыми крыльями держащий во рту жёлтый Цвет, и три Лилии вместе связанные.
Щит увенчан обыкновенным дворянским шлемом с дворянской на нём Короной, на поверхности которой между двух лавровых Ветвей означена Лисица, имеющая в лапе жёлтый Цвет. Намет на щите голубой, подложенный золотом. Герб рода Олешевых внесён в Часть 2 Общего гербовника дворянских родов Всероссийской империи, стр. 112.

## Геральдика
Герб Олешевых соединяет ряд польских гербов:
1. В первой четверти помещён польский герб Olszewski[1];
2. Во втором поле — польский герб Orla;
3. В третьем поле — польский герб Koziczkowski;
4. В четвертом поле — польский герб Pobog без нашлемника;
5. Пятая часть с нашлемником — искажённый польский герб Rawicz[2]